# Jacob Fredrik Ek
Jacob Fredrik Ek, född 22 augusti 1802 i Linköping, död 21 februari 1868 i Stockholm, var en svensk statstjänsteman och konstnär.

## Biografi
Jacob Fredrik Ek var son till prosten Jacob Ek och Eva Charlotta Svanelius. Ek blev student vid Uppsala universitet 1822. Han blev notarie vid Vetenskapsakademien 1841 och kammarförvant vid Tullverket 1857. Han medverkade ett flertal gånger i Konstakademiens utställningar med porträtt och figurmålningar. I litografi utförde han 24 stycken planscher över Götha Canal 1841–1843. Ek är representerad vid Vetenskapsakademien.

## Verk i urval

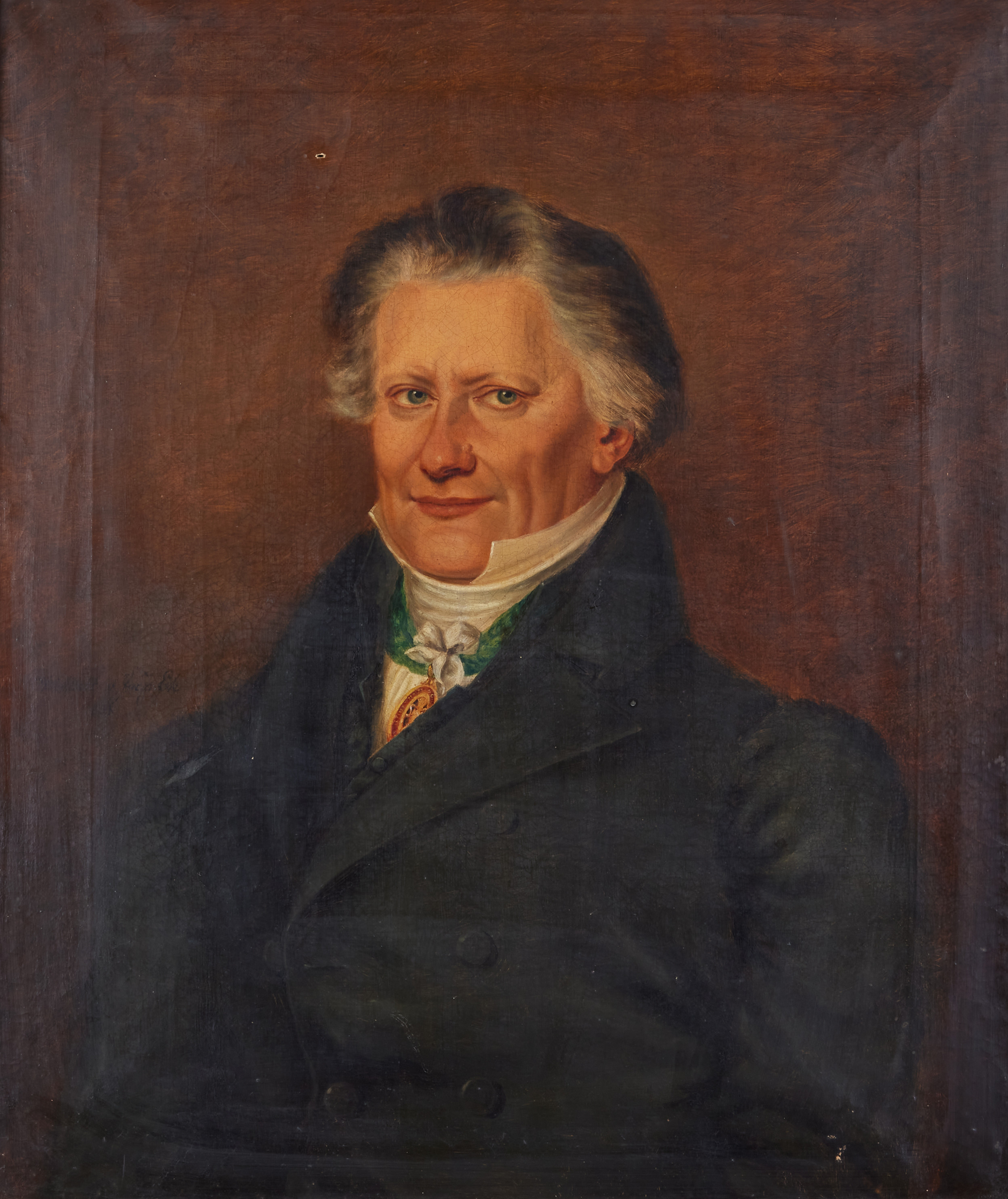
Johan Peter Törner (1833)
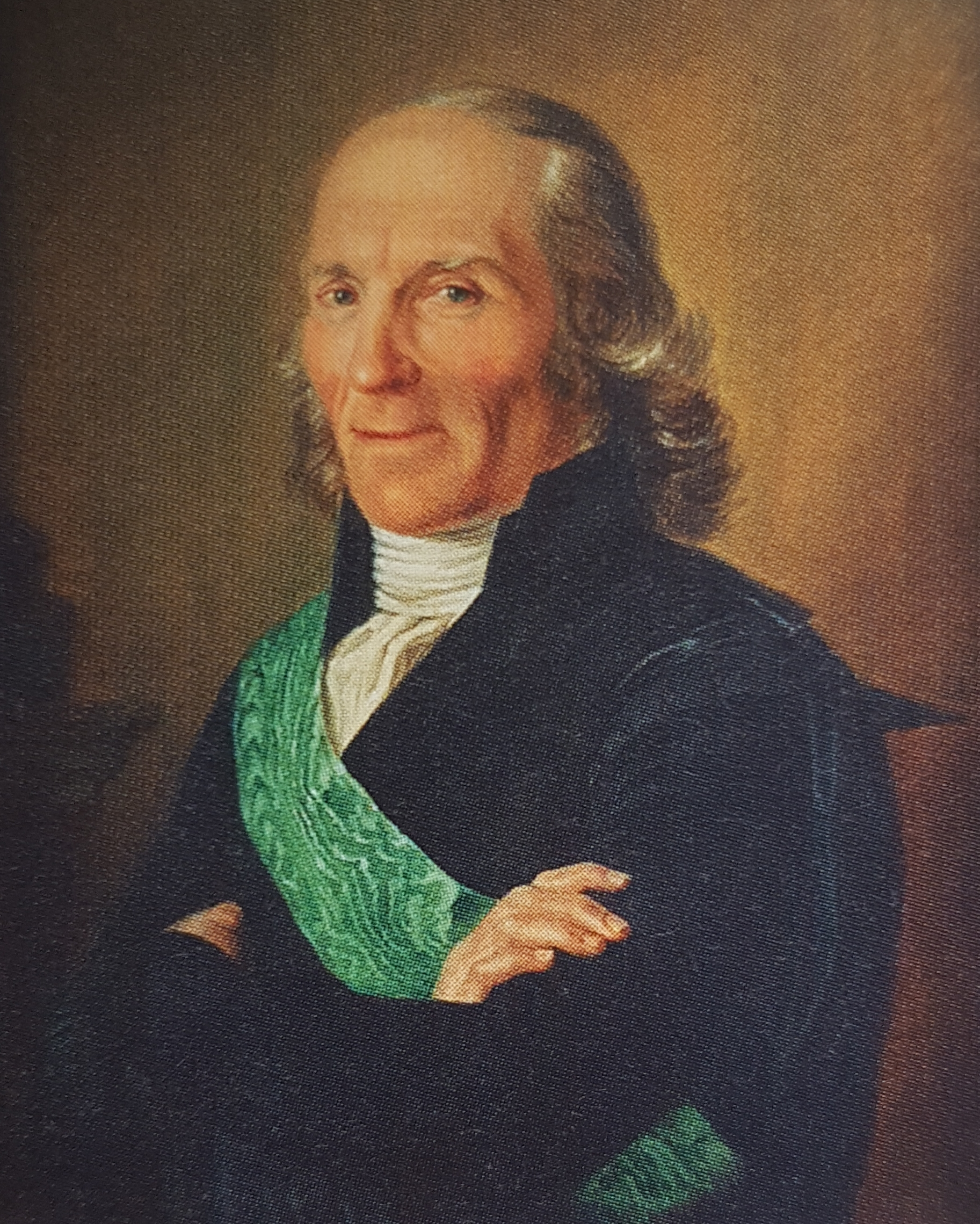
Carl Peter Thunberg

1. ↑  Räkenskapsförande tjänsteman i ämbetsverk, i tjänsteställning mellan kamrerare och kammarskrivare